# Elżbieta Marciszewska
Elżbieta Marciszewska (ur. 17 maja 1950 w Białymstoku) – polska ekonomistka, profesor nauk ekonomicznych. Ekspertka w dziedzinie ekonomiki transportu, procesów globalizacji w sektorze usług transportu lotniczego, strategii jego rozwoju oraz partnerstwa strategicznego w transporcie lotniczym.
Uczestniczyła w przygotowaniu wielu ekspertyz i realizacji projektów badawczych w zespołach interdyscyplinarnych, w tym grantów Komitetu Badań Naukowych i Narodowego Centrum Nauki. Brała udział w realizacji 4 projektów międzynarodowych, które finansowane były m.in. z funduszy unijnych i Funduszu Wyszehradzkiego i 5 grantów (MNiSW, MNiI, NCBiR), autorka i współautorka ponad 180 publikacji naukowych.

## Życiorys
Córka Łucji i Henryka Pankiewiczów. W rodzinnym mieście ukończyła szkołę podstawową, a następnie III Liceum Ogólnokształcące im. M. Fornalskiej (1968). Po uzyskaniu matury rozpoczęła studia na Wydziale Handlu Wewnętrznego Szkoły Głównej Planowania i Statystyki w Warszawie. Po ukończeniu studiów, w latach 1972–1975, podjęła dalsze kształcenie na Międzywydziałowym Studium Doktoranckim w SGPiS. Od 1975 zatrudniona w SGPiS kolejno jako asystentka, a po obronie doktoratu w 1976 jako adiunkt w Katedrze Transportu (od 1977), kierowanej wówczas przez prof. Mariana Madeyskiego. Po doktoracie kilkukrotnie przebywała za granicą (1978 – misja naukowa w Genui, Włochy oraz 1980 – wymiana naukowa w Duisburgu, RFN). W latach 1983–1987 przebywała w Chinach, gdzie była zatrudniona w Biurze Radcy Handlowego przy Ambasadzie polskiej w Pekinie, będąc na urlopie bezpłatnym w SGPiS. Od ponad dwu dekad współpracuje z European Platform of Transport Sciences, uczestnicząc w wielu międzynarodowych konferencjach i innych aktywnościach organizowanych przez tę Platformę. W latach 1993–2004 była członkiem Sekcji Organizacji i Zarządzania Komitetu Transportu Polskiej Akademii Nauk.
Ważnym obszarem jej aktywności była współpraca z praktyką gospodarczą. Swoją wiedzą ekspercką wspomagała projekty i prace gremiów kreujących podstawy i kierunki rozwoju systemu transportowego, w tym przede wszystkim lotniczego. Współpracowała ze Związkiem Portów Regionalnych, spółką Polskie Porty Lotnicze, Urzędem Lotnictwa Cywilnego, PAŻP, GDDKiA. W latach 2003–2007 była członkiem Rady Rozwoju Infrastruktury przy Wiceprezesie Rady Ministrów – Ministrze Transportu. Uczestniczyła w pracach komisji sejmowych, zespołów ministerialnych resortu transportu i skarbu państwa. Sporządziła też wiele opinii eksperckich na zlecenie urzędów i przedsiębiorstw oraz instytucji w tym Sejmu RP i Komisji Parlamentu Europejskiego oraz urzędów marszałkowskich województwa zachodniopomorskiego i mazowieckiego.
W 2002 uzyskała stopień naukowy doktora habilitowanego w zakresie ekonomii-ekonomika transportu. Od 2003 zatrudniona była na etacie profesora nadzwyczajnego SGH. W latach 1999–2001 była prodziekanem Kolegium Zarządzania i Finansów, a następnie, w latach 2002–2006, była prodziekanem Studium Podstawowego SGH, zaś w latach 2006–2008 prodziekanem Studium Licencjackiego SGH. W latach 2002–2007 była koordynatorem programu Grundtvig 4/EQUIPE w ramach europejskiego programu kształcenia ustawicznego w SGH. W latach 2007–2009 uczestniczyła jako ekspert w Narodowym Programie Foresight Polska 2020.
W latach 2007–2021 była członkiem Rady Naukowej Instytutu Lotnictwa w ramach Sieci Badawczej Łukasiewicz. Od 2013 jest członkiem założycielem Polskiego Klubu Lotniczego. W 2014 otrzymała tytuł naukowy profesora nauk ekonomicznych. Od 2015 zatrudniona w Szkole Głównej Handlowej w Warszawie na stanowisku profesora zwyczajnego. W latach 2016–2020 pełniła funkcję rzecznika dyscyplinarnego SGH ds. studentów. Od 2018 jest członkiem Zespołu Zadaniowego ds. Wielkoskalowych Projektów Infrastrukturalnych Komitetu Przestrzennego Zagospodarowania Kraju PAN. W 2019, po przekształceniu Katedry Transportu w Kolegium Zarządzania i Finansów (KZiF) SGH w Instytut Infrastruktury Transportu i Mobilności, w ramach którego powołano dwie katedry, została kierownikiem Katedry Biznesu w Transporcie, funkcję tę pełniła do września 2020. Od 2022 jest pełnomocnikiem Rektora SGH ds. Akademickiej Sieci Kosmicznej.
Wypromowała 6 doktorów, opracowała kilkaset recenzji monografii i artykułów naukowych, projektów badawczych oraz opinii w postępowaniach awansowych. Uczestniczyła w ponad 75 przewodach doktorskich jako recenzent (13 razy), członek lub przewodnicząca komisji doktorskich (35 razy). Była też członkiem ok. 25 komisji i zespołów powoływanych w przewodach habilitacyjnych i ds. nadania tytułu naukowego profesora. Występowała w nich jako recenzent, przewodnicząca, członek komisji, sekretarz.
Opracowała programy czterech studiów podyplomowych, w tym unikalne w skali kraju podyplomowe studia „Zarządzanie przestrzenią kosmiczną w nowej gospodarce”. Kierowała 26 edycjami studiów podyplomowych przy KZiF SGH, promując na nich około 100 słuchaczy. Pełniła około 400 razy funkcje promotora prac magisterskich i licencjackich.
Odznaczona: Medalem Edukacji Narodowej (2003), Brązowym Krzyżem Zasługi (1981), Złotym Krzyżem Zasługi (2012) i Krzyżem Kawalerskim Orderu Odrodzenia Polski (2017). Wyróżniona została Medalem Wydziału Transportu Uniwersytetu w Pardubicach (2018 Czechy), Medalem Croatian Scientific Society for Transport (2013 Chorwacja), Medalem Zasłużona dla SGH (2023). Czterokrotnie nagradzana przez ministrów właściwych resortu transportu za autorstwo i współautorstwo monografii naukowych. Otrzymała też 15- krotnie nagrody pierwszego i drugiego stopnia Rektora SGH za działalność naukową i organizacyjną oraz całokształt dorobku. Za działalność na rzecz lotnictwa otrzymała Nagrodę CUMULUS Specjalny 2023.

## Ważniejsze publikacje – monografie i rozdziały w monografiach
- E. Marciszewska, P. Zagrajek, A. Hoszman, Future of Air Cargo in Poland, w: Transport Development Challenges in the 21st Century. Proceeding of the 2019 TranSopot Conference, Wydawnictwo Springer, Switzerland 2021
- E. Marciszewska, D. Boniecki, Liberalizacja, globalizacja i relacje kooperencyjne w transporcie lotniczym, w: Biznes lotniczy, pod red. A. Hoszmana, OW SGH Warszawa 2019
- E. Marciszewska, I. Bergel, Rozwój warszawskiej szkoły ekonomiki transportu z perspektywy 110-lecia SGH w Warszawie, Zeszyty Naukowe Uniwersytetu Szczecińskiego Problemy Transportu i Logistyki, Nr/Zeszyt: 2 (34), 2016
- E. Marciszewska, Kooperencja w sektorze lotniczym w świetle procesów deregulacji i globalizacji sektora. W: J. Cygler, M. Aluchna, E. Marciszewska, M. K. Witek-Hajduk, G. Materna, Kooperencja przedsiębiorstw w dobie globalizacji. Wyzwania strategiczne, uwarunkowania prawne. Wolters Kluwer Polska S.A., Warszawa 2013
- E. Marciszewska, Wpływ umowy transatlantyckiej „open skies” UE-USA na zmiany strukturalne na rynku usług. W: Wpływ implementacji regulacji w europejskim systemie transportowym na zmiany strukturalne na rynku usług. Red. naukowa E. Marciszewska, Oficyna Wydawnicza SGH, Warszawa 2013
- E. Marciszewska, I Bergel, Aviation on the Eve of its Inclusion in the European Unions Emissions Trading System. W: Companies on Climate Change. Edited by Maciej Cygler, Catherina Fabregoule. Publishing Warsaw School of Economics, Warsaw 2011
- Benchmarking and Best Practices in Transport Sector. Edited by E. Marciszewska and J. Pieriegud. Warsaw School of Economics, Warsaw 2009
- E. Marciszewska, Tendencje globalizacyjne w rozwoju gospodarczym a procesy demonopolizacji i konsolidacji w transporcie lotniczym. W: Wpływ procesów demonopolizacji i konsolidacji w transporcie na sprawność i efektywność jego funkcjonowania. Praca zbiorowa pod red. W. Paprockiego i J. Pieriegud. SGH, Warszawa 2005
- E. Marciszewska, Scenariusze rozwoju polskiego transportu w świetle globalizacji i integracji. W: Wspólna Europa – przedsiębiorstwo wobec globalizacji. Praca zbiorowa, SGH KGŚ, Warszawa 2001
- E. Marciszewska, Globalizacja sektora usług transportu lotniczego, Monografie i Opracowania nr 493, SGH, Warszawa 2001
- E. Marciszewska, The environmental aspect of the globalization of the air services sector. W: Common Europe economic dilemmas of transport and ecology / Ed. By T. Dołęgowski, Warsaw, WSE 1997
- E. Marciszewska, Transport lotniczy w gospodarce rynkowej. SGH, Warszawa 1992, Wyd. I, 1993 Wyd. II (współautorzy J. Czownicki, D. Kaliński)

## Artykuły
- E. Marciszewska, D. Boniecki, Non-Cooperative Game Theory Measuring Strategic Interactions between Airline Joint-Venture Alliances, European Research Studies Journal, nr 2/2021
- E. Marciszewska, Strategia błękitnego czy czerwonego oceanu w sektorze lotniczym, „Zeszyty Naukowe Uniwersytetu Gdańskiego. Ekonomika Transportu i Logistyka”, Gdańsk 2017
- E. Marciszewska, A.Hoszman, Joint Ventures on Air Transport Market – A New Dimension of Cooperation, “Transport Economics and Logistics”, Vol 80, Gdańsk 2018
- E. Marciszewska, I. Bergel Disabled Passengers Mobility in Sustainable Development Policy, Suvremeni Promet – Modern Traffic, Zagreb 2015
- E. Marciszewska, Possbilities of development of air transport infrastructure in Poland – the EU’s new Financial Perspective 2007-2013. Scientific Papers 12/2006 University of Pardubice.
- E. Marciszewska, System transportu małymi samolotami w Polsce- założenia modelowe i koncepcja funkcjonowania. W: Innowacje w transporcie. Organizacja i Zarządzanie. Zeszyty Naukowe Uniwersytetu Szczecińskiego Nr 602. Problemy Transportu i Logistyki Nr 12. Szczecin 2010
- E. Marciszewska, Les aeroports, facteurs du developpement economique regional. W: Aeropolis, Impact territorial et gestion du developpement des aeroports, Documentation de la conference 13 et 14 octobre 2008, Genshagen. Varsovie 2010
- E. Marciszewska, Code-sharing w międzynarodowym ruchu lotniczym. Problemy Ekonomiki Transportu nr 1/1996, OBET, Warszawa 1996

## Życie prywatne
Zamężna z Jerzym Marciszewskim. Ma syna i córkę.